# Marvin Sutton
Marvin Sutton, pseud. Popcorn (ur. 5 października 1946 w z Maggie Valley, zm. 16 marca 2009) – amerykański bimbrownik.
Napisał autobiografię, która była jednocześnie przewodnikiem na temat pędzenia bimbru. Nagrał również film o tej samej tematyce, dzięki któremu wygrał Regionalną Nagrodę Emmy. W 2009 popełnił samobójstwo, po tym jak został skazany przez sąd za wykroczenia związane z bimbrownictwem.

## Życiorys
Kariera Suttona jako szmuglera i bimbrownika jest bardzo długa, przez większość czasu swojej działalności udawało mu się unikać wymiaru sprawiedliwości, jedynie w latach 70. i 90. został skazany w zawieszeniu. W latach 60. lub 70., został mu nadany pseudonim Popcorn, po tym jak w barze za pomocą kija bilardowego zdemolował maszynę robiącą popcorn.
W 1999 opublikował autobiografię "Me and My Likker", opisane były w niej również tajniki produkcji bimbru. Mniej więcej w tym samym czasie, Marvin wyprodukował film domowej produkcji o tym samym tytule co książka. Film został wydany na kasetach VHS. W 2002 pierwszy raz wystąpił w telewizji w materiale dokumentalny Neal'a Hutchesona, Mountain Talk. Następnie, Sutton pojawił się w produkcji, This is the Last Dam Run of Likker I'll Ever Make. Materiał został nagrany i wypuszczony w 2002, szybko stając się klasykiem. Sceny z tego projektu zostały w późniejszym czasie wykorzystane w dokumencie The Last One który został wypuszczony w 2008 zdobywając Southeast Emmy Award. Niektóre ujęcia, na których ukazany jest Sutton, zostały użyte do produkcji programu Moonshiners (pl. Bimbrownicy), który został wyprodukowany przez Discovery Channel w latach 2011–2012. Popcorn został również ukazany w dokumencie Hillbilly: The Real Story na kanale History w 2007.
Sutton traktował produkcje bimbru jako część swojego dziedzictwa, miał on szkocko-irlandzkie korzenie i wywodził się z rodziny w której od lat pędziło się samogon. W styczniu 2009, Popcorn został skazany na karę 18 miesięcy w więzieniu federalnym za nielegalną destylację alkoholu oraz posiadanie broni. W wieku 62 lat u Suttona zdiagnozowano raka, co poskutkowało tym, że mógł odbyć karę w areszcie domowym. Do wymiaru sprawiedliwości zostało wystosowanych kilka petycji z prośbami o skrócenie bądź złagodzenie kary Marvina, jednak nie odniosły one żadnego skutku.

## Śmierć
Był niskim, chudym gościem który zawsze nosił swój kapelusz – to był jego znak rozpoznawczy, ten kapelusz, zawsze go nosił. No i ogrodniczki, zawsze je nosił. Nawet gdy stawił się w sądzie miał na sobie ogrodniczki. Był przyjaznym gościem i oczywiście zawsze gdy się z nim rozmawiało, on mówił: 'Ray, wyprodukowałem ostatnią porcję bimbru, nie zamierzam już dłużej tego robić, staje się za stary na to'.
– Ray Snader na temat „Popcorna” Suttona, 2008.

16 marca 2009, popełnił samobójstwo poprzez zatrucie się tlenkiem węgla, prawdopodobnie dlatego aby uniknąć kary pozbawienia wolności. 24 października 2009, ciało bimbrownika zostało przeniesione z pierwotnego grobowca w Mt. Sterling do jego domu w Parrottsville w stanie Tennessee, aby godnie pochować zmarłego. Ciało został przewiezione za pomocą powozu konnego na miejsce pochówku.

## Popcorn Sutton’s Tennessee White Whiskey
9 listopada 2010, Hank Williams Jr. ogłosił współpracę z J&M Concepts LLC oraz wdową Pam Sutton która miała zaowocować produkcją whiskey nazwaną na cześć Marvia Suttona. Popcorn Sutton’s Tennessee White Whiskey miała powstawać na bazie tajnej rodzinnej receptury opracowanej przez samego Suttona. Początkowo, whiskey Marvina była w sprzedaży tylko na terenie Tennessee oraz wschodnio-południowych stanów.